# Ikaría
Pour l'œuvre d'art, voir Ikaria (La Défense).
Pour l’article ayant un titre homophone, voir Icaria.
Ikaría (en grec moderne : Ικαρία), en français Icarie, appelée localement Nikaria ou Nicaria (Νικαριά), avec pour ancien nom Dolíchē (grec ancien : Δολίχη), est une île grecque de la mer Égée orientale. Elle tire son nom d’Icare, le fils de Dédale dans la mythologie grecque, qui serait tombé dans la mer proche de l’île.

## Étymologie et mythologie
Deux origines sont proposées pour le nom de l'île. Il pourrait provenir du phénicien Ikor qui ferait référence à l'abondance de poissons se trouvant dans les eaux environnant Ikaria. L'interprétation la plus répandue est celle de la légende d'Icare, fils de Dédale, qui serait tombé dans les eaux proches de l'île lorsque les ailes qui lui avaient permis de s'échapper du labyrinthe fondirent car il s'était approché trop près du soleil.

## Géographie

### Situation

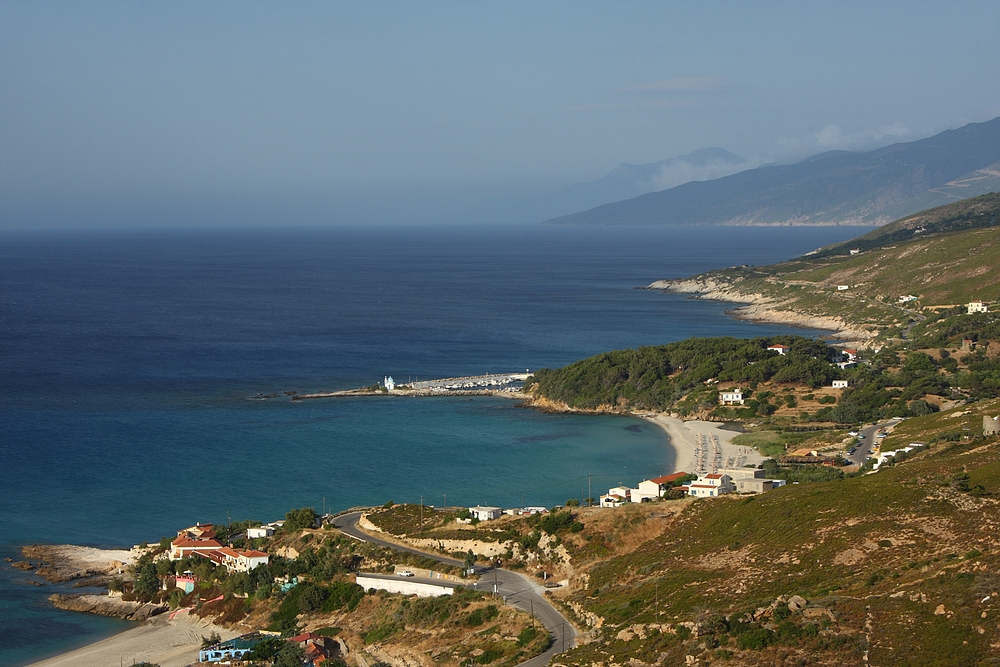
Armenistis et Gialiskari sur la côte nord de l'île

Ikaria se situe à l'est de la mer Égée, entre Samos, située au Nord-Est à 10 milles nautiques (19 km), Mykonos, à 26 milles (48 km) à l'ouest et Chios, à 56 milles (104 km) au nord. L'île est à 143 milles nautiques (265 km) du Pirée.
Ikaria est parfois considérée comme partie des sporades orientales, parfois des sporades méridionales avec le Dodécanèse.

### Géologie, relief et végétation
C'est une des plus grandes îles de la mer Égée orientale : sa côte s'étend sur 160 kilomètres et sa superficie totale est de 255 km2. Elle a une forme allongée et s'étend du nord-est au sud-ouest. Elle est presque entièrement couverte par le mont Atheras (anciennement Pramnos), dont le plus haut sommet est le pic Melissa (1 040 m). Cette montagne s'étire sur toute la longueur de l'île et se termine en terrasses vers le sud. Au nord se trouve la seule région de plaine à Kambos et Faros. L'île a la forme d'un navire renversé, comme l'avait observé au XVe siècle le voyageur Cristoforo Buondelmonti,.
L'île fait partie d'un vaste ensemble géologique allant de l'Asie mineure aux Cyclades. Sa formation géologique est à rapprocher de celle de sa voisine Samos. Elle est principalement composée de schistes métamorphiques (gneiss principalement avec des inclusions de marbre et micaschiste). Au sud (Agios Nikolaos) se trouve une vaste zone de falaises argileuses. Sur les douze villages de l'île, onze sont montagneux. Seul Evdilos, au nord d'Ikaria est semi-montagneux.

### Climat
Le climat est typiquement méditerranéen, avec des précipitations annuelles de plus de 870 mm. La température moyenne annuelle atteint les 19,3 °C, avec une moyenne des maxima de 22,5 °C et des minima de 15,7 °C. Des brouillards fréquents et des nuages rendent les sommets relativement humides, même en été. Des vents du nord et du nord-ouest assez forts soufflent tout au long de l'année. L'hiver est court, doux, avec beaucoup d'averses.
| Mois                     | jan. | fév. | mars | avril | mai | juin | jui. | août | sep. | oct. | nov. | déc. | année |
| ------------------------ | ---- | ---- | ---- | ----- | --- | ---- | ---- | ---- | ---- | ---- | ---- | ---- | ----- |
| Température moyenne (°C) | 12   | 13   | 15   | 19    | 24  | 29   | 31   | 31   | 28   | 22   | 18   | 14   | 19,3  |
| Précipitations (mm)      | 159  | 108  | 88   | 42    | 28  | 3    | 1    | 1    | 16   | 43   | 103  | 167  | 63,25 |

### Flore et faune
L'aspect dénudé des sommets de l'Atheras est principalement le résultat du pâturage. Les quelques zones épargnées indiquent que l'île était autrefois entièrement couverte de forêts.
Plusieurs régions de l'île d'Ikaria (de même que des îles de Fourni) sont intégrées dans le réseau Natura 2000 afin de préserver l'environnement naturel et la grande biodiversité. On y trouve de nombreuses plantes endémiques (21) et des invertébrés (15). Cet important endémisme est dû à la situation géographique de l'île (proche de l'Asie mineure) tout comme à ses hautes altitudes et à la grande variété de biotopes.

### Administration

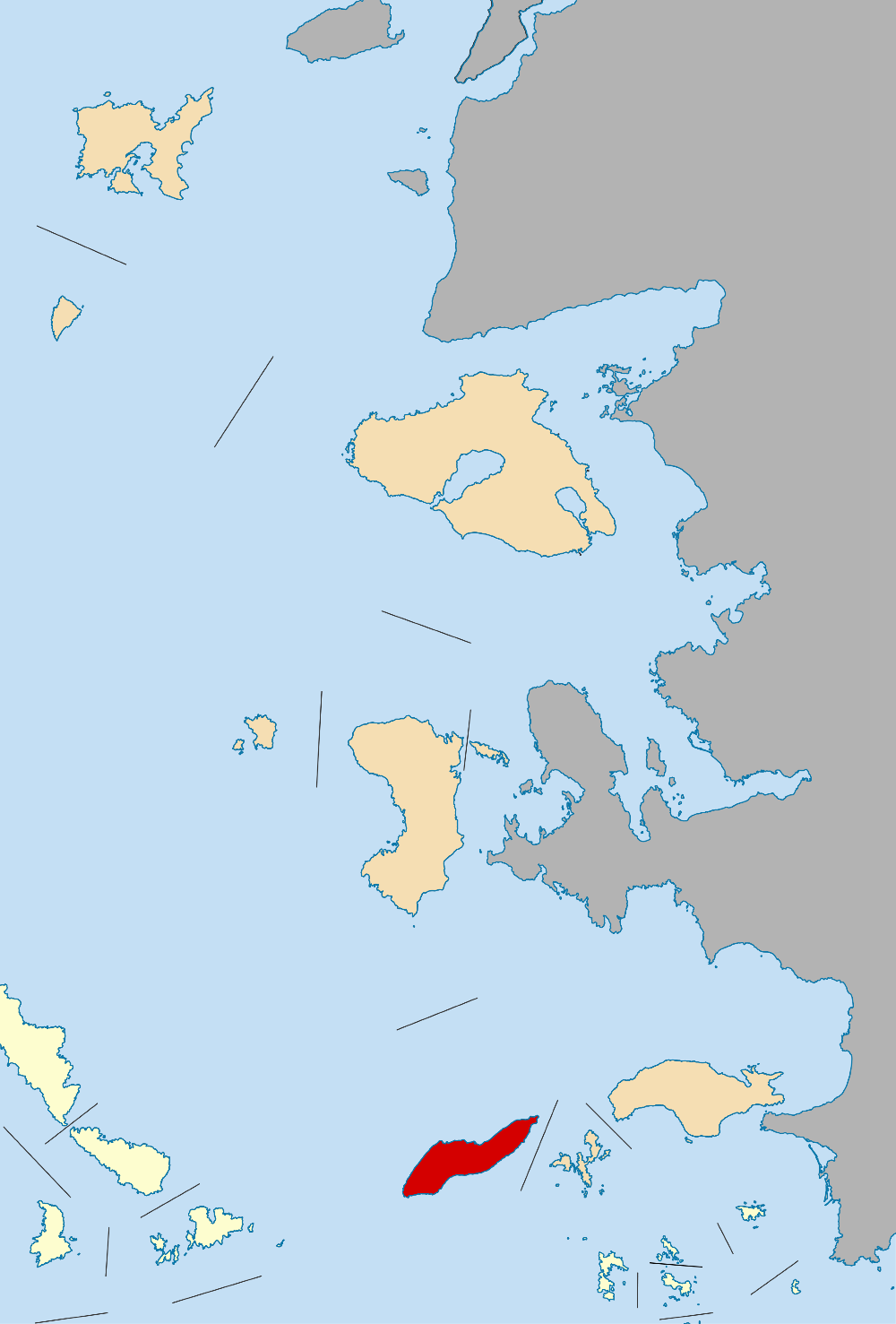
Le dème d'Ikaria depuis la réforme Kallikratis (2010)

Ikaria forme un dème (municipalité) et un district régional de la périphérie d'Égée-Septentrionale. Avant la réforme Kallikratis (2010), elle était rattachée au nome de Samos.
Le district régional d'Ikaria compte deux dèmes : Ikaria et Fourni.
L'île d'Ikaria comptait avant la réforme Kallikratis trois dèmes, qui sont aujourd'hui devenus des districts municipaux :

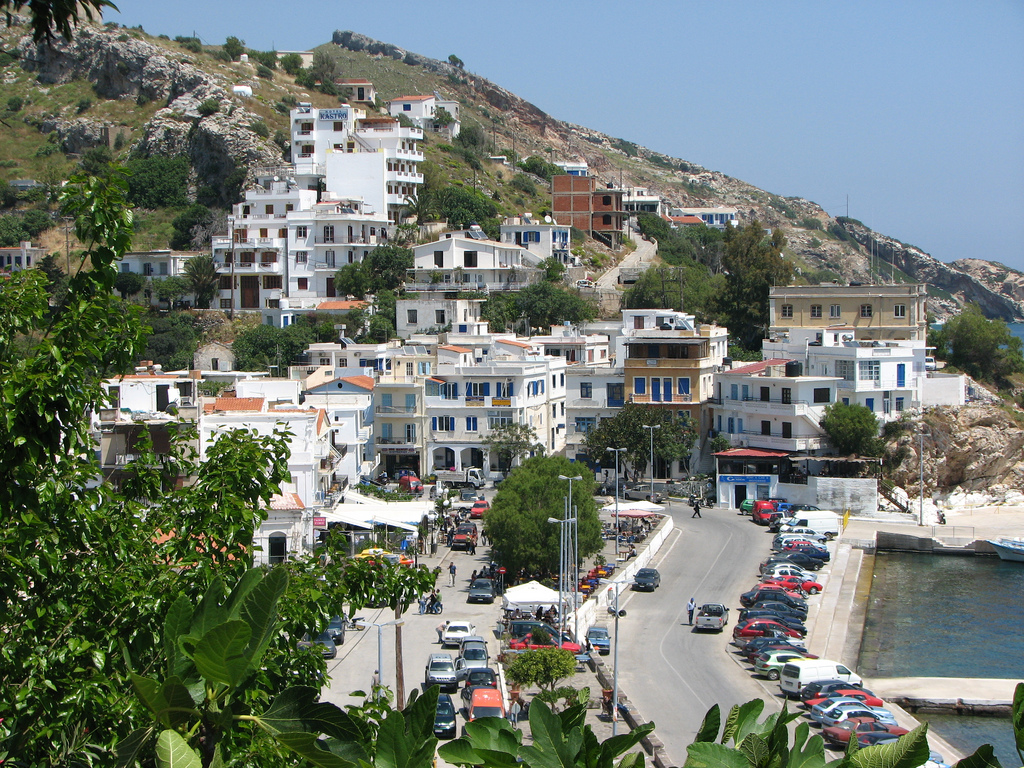
Ágios Kírykos et sa place centrale.

- le district municipal d'Ágios Kírykos : 4 059 habitants[7]. Il comprend les communautés et villages suivants : Ágios Kírykos, Agios Panteleimon, Chrysostomos, Christos, Faros, Glaredes, Katafigi, Kountoumas, Lardado, Mavrato, Mavrikato, Miliopo, Monokampi, Oxia, Panagia, Perdiki, Plagia, Plomari, Tsouredo, Therma, Vaoni, Xilosirti.

- le district municipal d'Evdilos : 3 338 habitants[7]. Il est dirigé par Stelios Stamoulos. Il comprend les communautés suivantes : Akamatra, Arethousa, Avlaki, Dafni, Droutsoulas, Evdilos, Fitema, Frantato, Karavostamo, Kampos, Kerame, Kossikia, Manganitis, Maratho, Mesaria, Perameria, Petropouli, Pigi, Stavlos, Steli, Xanthi

- le district municipal de Rahes : 2 463 habitants[7]. Il comprend les communautés suivantes : Agios Dimitrios, Agios Polykarpos, Amalo, Armenistis, Christos Rachon, Gialiskari, Kalamos, Kares, Karkinagri, Kastanies, Kouniados, Langada, Lapsachades, Mandria, Nanouras, Nas, Pezi, Proespera, Trapalo, Vrakades.

### Énergie

#### Système d'énergie hybride
Inauguré en juin 2012, ce système d'alimentation hybride, un des seuls au monde, est mis en œuvre sur l'île et constitue un développement d'énergie innovant au niveau local et européen, avec des avantages significatifs pour la communauté locale, la recherche et l'environnement.
De l'énergie durable est produite et couvre en grande partie les besoins en énergie d’Ikaria. La production annuelle nette d'énergie du système d'énergie hybride d'Ikaria atteint 10,96 GWh, réduisant considérablement la demande de consommation à la centrale thermique à Ágios Kírykos.
Ce système d'alimentation hybride est basé sur la combinaison de deux sources d'énergie renouvelable :
- l'énergie éolienne
- l'énergie hydroélectrique

Le système est constitué : 
- Du réservoir existant dans le lac de retenue Pezi d’une capacité de 900 000 m3 d'eau.
- De deux réservoirs d'eau de capacité de stockage de 80 000 m3 chacun.
- De deux petites centrales hydroélectriques (SHP) de production d'énergie éolienne (d'une capacité totale de 4,15 MW) à Proespera et Basse Proespera.
- D’une puissance de pompe de 2 MW pour remonter l'eau du bas vers le réservoir supérieur.
- De tubes souterrains d’alimentation et d'évacuation de l'eau d'une longueur de 5,5 km.
- D’un parc éolien de trois éoliennes de 2,7 MW de puissance totale, avec l'installation supplémentaire de 4 autres d'une capacité totale de 1,8 MW
- D’un centre de contrôle et de distribution du charge de la centrale électrique locale existante[8].

## Histoire

### Préhistoire et périodes archaïque et classique
Certains vestiges néolithiques ont été trouvés dans divers sites de la région de Kambos, datant d'environ 7 000 ans av. J.-C. Dans la région d'Agios Kyrikos, des vestiges de fondations d'habitations ont été découverts. Et dans divers endroits de l'île, des outils et d'autres objets ont été trouvés. Il est prouvé que l'île était habitée durant la période géométrique. Près de l'acropole de Katafygi (région d'Agios Kyrikos), des tombes de cette période ont été découvertes. Sur le site de Nas, des poteries du VIIe siècle av. J.-C. ont été retrouvées.
Au cours des guerres médiques, Ikaria était sous la domination perse. Elle est ensuite devenue une des premières alliées d'Athènes au cours de la Première Alliance Athénienne. Après la guerre du Péloponnèse, dans les années 405 - 394 av. J.-C., l'île est tombée sous le contrôle de Sparte. Au cours du IVe siècle av. J.-C., les cités de l'île formaient une confédération sous le nom d'Ikaria.
L'ancienne cité d'Œnoé a pu être localisée par les ruines découvertes près de Kambos. De nombreux fragments, des anciennes sculptures et des inscriptions sont encore visibles dans les murs des édifices. Sur la colline d'Agia Irini, les vestiges d'un mur de fortification ont été découverts. Dans la même région ainsi qu'à Raches, des cimetières du Ve – IVe siècles av. J.-C. ont été découverts sur la côte. Les recherches sur les inscriptions ont confirmé que l'île avait adopté le culte d'Artemis Tauropolos, une déesse d'origine orientale, particulièrement à Nas. Près de Katafygio se trouve une importante acropole et non loin un cimetière du début de la période classique a été découvert.
Le village de Therma, au sud de l'île, est devenu florissant dès le IVe siècle av. J.-C.par la présence de ses sources thérapeutiques.

### Période hellénistique et romaine
Durant la période hellénistique, à l'époque des luttes entre les successeurs d'Alexandre le Grand, Ikaria a été successivement conquise par Ptolémée Ier, Démétrios Poliorcète, Antioche, le roi de Pergame pour, finalement, être incorporée dans l'Empire romain en 133 av. J.-C. Certaines sources mentionnent qu'au Ier siècle av. J.-C., l'île était désolée et que les habitants de Samos l'utilisaient comme pâturage pour leur bétail.

### Période byzantine
Au cours des VIIe et VIIIe siècle, Ikaria, comme d'autres îles de la mer Égée, est constamment attaquée par des pirates, notamment les Sarrasins. Afin de se protéger contre leurs incursions, les habitants construisent les fameuses maisons « anti-pirates », toutes en pierre, invisibles depuis la mer.
En 1191, le Génois Benoît Premier conquiert l'île.[réf. nécessaire] Celle-ci repasse ensuite dans les mains de Constantinople, puis à nouveau des Génois. Durant la période byzantine, Ikaria était placée sous l'autorité génoise de Chios. La résistance des Ikariens est décrite ainsi : « Les nantis ont quitté l'île et sont allés à Chios, en Crimée et en Afrique (Égypte), tandis que les pauvres ont pris les montagnes. »
C'est surtout pour fuir les pirates que les habitants quittent la côte et s'installent à l'intérieur du pays. Le XVe siècle est en effet marqué par les incursions des pirates, dont le célèbre Barberousse qui sème la terreur dans les îles de la mer Égée. Les habitants trouvent alors refuge dans les montagnes. Le village de Lagada date de cette époque. Il est situé dans une vallée abritée dans les montagnes, à l'extrémité ouest de l'île.

### Occupation ottomane
L'île passa ensuite sous domination ottomane en 1524. Toutefois, durant des années, l'île était considérée comme inhabitée de sorte que ni les pirates, ni les Turcs n'occupent l'île durant le premier siècle de la domination ottomane.
Les Ikariens résistent également à l'occupation en jetant le premier agha turc d'un rocher avec son palanquin « et ses cloches qui tintaient » prenant l'entière responsabilité de leur acte : « Nous l'avons tous fait, Maître » ont-ils dit.
À partir du XVIIIe siècle, de petites communautés s'installent sur les côtes et construisent des villages.
Au XIXe siècle, le commerce se développe avec les marchands venus de Smyrne et l'île produit du charbon de bois, des raisins et du vin. La plupart des constructions publiques, des églises, des écoles, ainsi que des routes et certains ponts de pierre datent de cette période.
De 1835 à 1869, Ikaria, Leros, Kalymnos et Patmos constituèrent la province ottomane autonome de Tétranèse, dirigée par quatre Anciens.

### Seconde Guerre mondiale
L'île a connu de lourdes pertes matérielles et humaines durant la Seconde Guerre mondiale, sous l'occupation italienne ensuite allemande. Le nombre exact des victimes n'est pas connu, mais dans le seul village de Karavostamo, plus de cent personnes sont mortes de faim.
Au cours de la guerre civile, en 1945-1949, près de 13 000 communistes ont été déportés à Ikaria par l'État grec mis en place par les Américano-Britanniques. Durant trois ans, le nombre des déportés dépasse largement celui des habitants. Ces derniers se sont comportés davantage en hôtes amicaux qu'en garde-chiourmes envers les déportés et des liens encore vivaces ont été tissés. C'est depuis cette époque que les habitants d'Ikaria sont favorables au communisme et que l'île est surnommée l'« île rouge », (« Kokkino Nisi », Κόκκινο νησί) ou le « rocher rouge » (« Kokkinos Vrahos », Κόκκινος Βράχος).

### Époque moderne
Le niveau de vie s'est fortement amélioré après les années soixante, quand le gouvernement grec a commencé à investir dans les infrastructures de l'île afin d'encourager le tourisme.
Ikaria est aussi considérée comme une des cinq « zones bleues mondiales », régions qui connaissent une longévité exceptionnelle de leur population. À Ikaria, une personne sur trois atteint les 90 ans, sa population connait « un taux de cancer de 20 % plus bas et un taux de maladies cardiaques de 50 % plus bas et pratiquement aucune démence sénile. »,.

### Musée
Le musée archéologique d'Ágios Kírykos abrite des objets découverts sur l'île, datant principalement de la période antique.

## Économie

### Transports
L'île est reliée à la Grèce continentale par des ferries depuis Le Pirée. Des ferries assurent également des liaisons quotidiennes avec Samos. D'autres liaisons maritimes existent avec les Cyclades ainsi qu'avec Chios.
Depuis la construction en 1995 du petit aéroport, des vols presque quotidiens ont lieu depuis l'aéroport d'Athènes.

### Thermalisme
Ikaria est réputée pour ses sources thermales. Deux villages s'appellent même « Therma » ou « Loutra » : l'un à deux kilomètres au nord d'Aghios Kyrikos et l'autre, à deux kilomètres au sud-ouest.

## Culture

### Dialecte
Le dialecte d'Ikaria présente d'importantes spécificités. Selon le linguiste grec Chatzidakes, le dialecte d'Ikaria appartient au groupe du Sud et est proche de celui des îles du Dodécanèse, particulièrement Leros, Rhodes, Kalymnos. Il maintient ainsi certains archaïsmes.

### Architecture

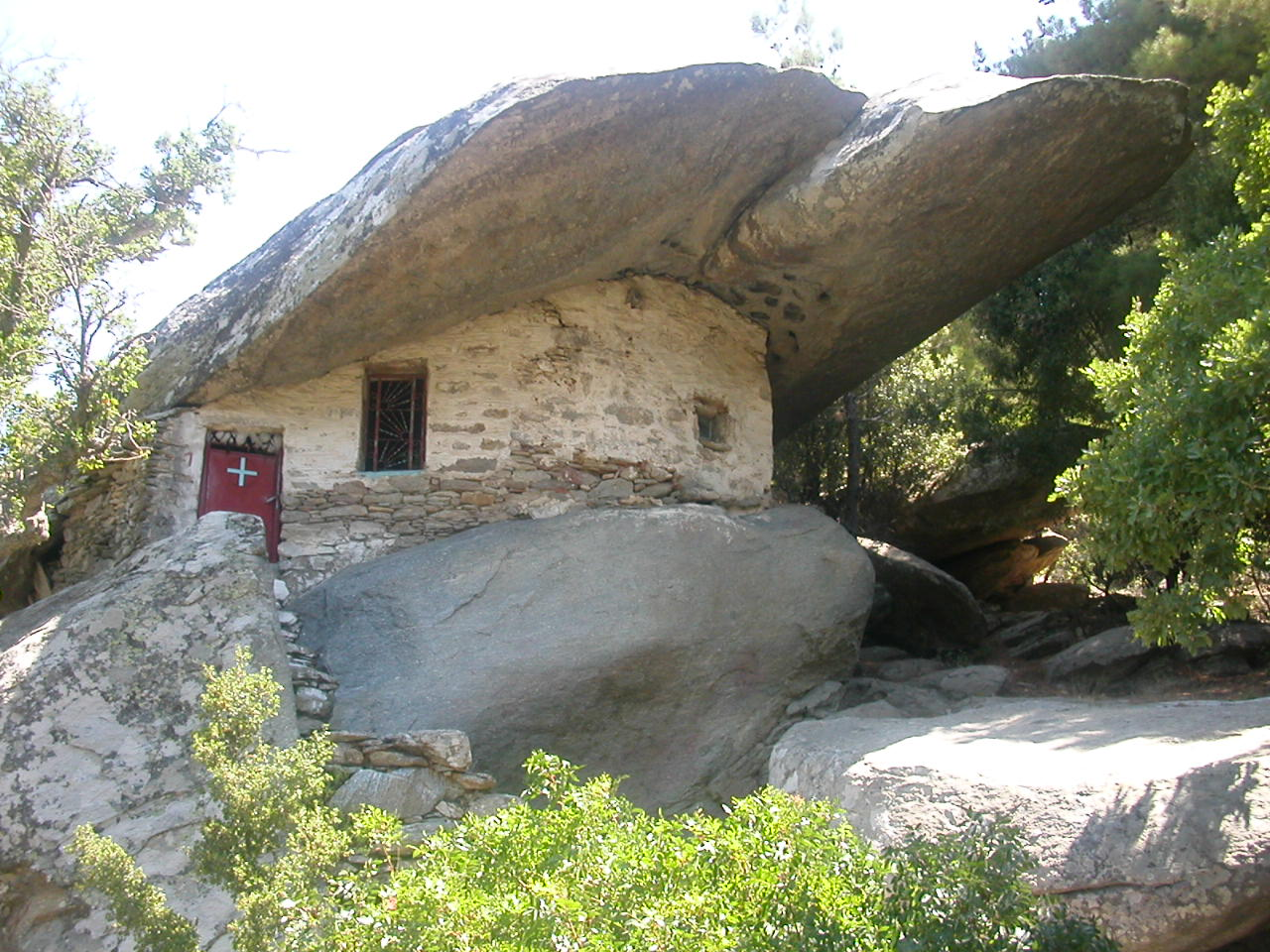
Près du village d'Arthousa, la pittoresque chapelle Theoskepasti (couverte-par-Dieu), construite dans un rocher comme les maisons de type louri.

On peut distinguer trois grandes catégories d'habitations durant la période d'« obscurité », le XIXe siècle et la première partie du XXe siècle.
Le premier type de maison tout à fait original est le kamares (voûte), construit dans les rochers ou louri (énormes rochers de granit). Ce type d'habitation s'est développé à l'ouest de l'île en raison de la géomorphologie de la région. On en trouve à Mavri, Karkinari, Vrakades notamment. Les habitants les appellent theoktista ou katikitiria. On en trouve aussi à Magganites et Pezi.
Au début du XIXe siècle, un autre type de maison à une pièce apparaît. Il s'agit d'une petite maison « anti-pirates », qui a subi peu de modifications jusqu'au XXe siècle. Ces maisons ont toujours un muret construit devant la façade, avec parfois un banc, qui camoufle l'entrée de la maison. Les maisons de Raches, Koumaro, du sud de Pezi sont caractéristiques de ce type.
Au début du XXe siècle, le danger des pirates est écarté et ces maisons sont utilisées comme résidence secondaire. Aujourd'hui, elles servent souvent de remises et d'étable pour le bétail. Un nouveau type d'habitat apparaît de même qu'une autre occupation de l'espace. Des maisons à deux pièces et deux étages sont construites. On les appelle pyrgos (tour) ou pyrgami. Selon la tradition, à la fin du XVIIIe siècle, des populations de Mani seraient venues s'installer à Ikaria et y auraient apporté leur architecture typique, les tours ou les pyrgi.
Jusqu'en 1930, les Ikariens évitent de s'installer sur la côte. Le changement survient au milieu du XXe siècle avec le développement du commerce et de la pêche. C'est à cette époque que se développe Ágios Kírykos, qui ne comptait que vingt maisons en 1841.
Après la Seconde Guerre mondiale, de nouvelles maisons sont construites, offrant le confort moderne. Ce sont des maisons à deux étages, avec des toits à quatre côtés, des balcons, des corniches... Les modèles viennent d'autres îles ou de l'Asie mineure.

### Fêtes
Au XIXe siècle, Epameinondas Stamatiadis (Ikarika, Samos 1893) rapporte : "Les Ikariens sont des grands amis des fêtes, se rassemblant partout où on peut fêter quelque saint ou quelque église, d'abord en raison de leur piété, ensuite pour aider financièrement les célébrations religieuses."
Aujourd'hui, le profane a pris le pas sur le religieux. Les fêtes, les paniyiria (πανηγύρια) sont généralement organisées en l'honneur d'un saint et souvent au pied d'une église ou chapelle, mais les bénéfices servent à financer des projets collectifs, comme l'aménagement de routes. En général, on y mange de la viande de chevreau grillé, accompagnée de salades et de vin local. Ensuite, au son d'un orchestre traditionnel, les gens dansent jusqu'aux petites heures.

### Musique et danse
L’Ikariotikos est une danse traditionnelle de l'île. Autrefois, c'était une danse très lente, mais aujourd'hui l'Ikariotikos est une danse très rapide. Certains spécialistes estiment que cette version rapide s'appelle en fait Ballos.
Les danses et les musiques traditionnelles sont bien vivantes à Ikaria et font partie de la vie quotidienne. Tout au long de l'année, les Ikariens organisent des baptêmes, mariages et fêtes où l'on danse au son de la musique traditionnelle.
L'orchestre traditionnel ikariote utilise des instruments comme le violon, la tsabouna (sorte de cornemuse) et le pidavli (sorte de flûte).
Depuis 2006, les trois municipalités de l'île s'associent pour organiser le Icarus Festival. Il s'agit d'un festival de musique, danse, théâtre « de dialogue entre les cultures. Le festival s'identifie au mythe d'Icare qui a survolé les frontières, s'est envolé pour la liberté et a agi avec audace à n'importe quel prix. ».

### Longévité
L'île est réputée pour la longévité de ses habitants, avec jusqu'à un tiers de personnes âgées de plus de 90 ans grâce à divers facteurs: activité physique modérée, champignons, légumes, herbes, céréales, pommes de terre, lait de chèvre, tisanes, café. Le secret viendrait surtout du sens du partage, de l'entraide, de la liberté, et de la sobriété. Elle fait partie à ce titre de la liste des zones bleues identifiées dans le monde où la longévité est significativement au-dessus de la moyenne.